# The Chasm Falls
The Chasm Falls (von englisch chasm ‚Abgrund, Schlucht, Kluft‘) sind ein Wasserfall im Fiordland-Nationalpark auf der Südinsel Neuseelands. Er liegt in etwa auf halbem Weg zwischen dem Homer Tunnel und der Ortschaft Milford Sound im Lauf des Cleddau River, der einige Kilometer weiter nördlich in den Milford Sound/Piopiotahi mündet. Seine Fallhöhe beträgt 10 Meter.
Vom Besucherparkplatz am New Zealand State Highway 94 führt ein Wanderweg in etwa 10 Minuten zu einer Brücke über den Cleddau River, von der aus der Wasserfall zu sehen ist.